# Соловей, Анна Николаевна
Анна Николаевна Соловей (род. 31 января 1992, Луганск) — украинская шоссейная и трековая велогонщица. Чемпионка Европейских игр 2019 года.

## Карьера
В 2011 году Соловей была дисквалифицирована на 2 года после положительных результатов допинг-теста на дростанолон.
24 декабря 2014 года Соловей подписала годичный контракт с Astana-Acca Due O. В июне казахстанская команда уволила Соловей за «непрофессиональное поведение». Решение было спорным, Федерация велоспорта Украины утверждала, что она была уволена за отказ принять казахстанское гражданство перед Олимпийскими играми 2016.
На чемпионате Европы 2013 в Чехии среди спортсменок до 23 лет Соловей завоевала «золото» в раздельной гонке и став третьей в групповой гонке на 126 км. В сентябре 2014 года Соловей стала серебряным призёром чемпионата мира по велоспорту на шоссе, индивидуальная гонка с раздельным стартом (Понферрада, Испания). В июне 2015 года она участвовала в первых Европейских играх. Она завоевала серебряную медаль в индивидуальной гонке с раздельным стартом.
Входила в состав национальной сборной команды Украины на Олимпийских играх 2016 года в Рио-де-Жанейро (тренер — Сергей Базин, где выступала в групповой и раздельной гонке, заняв 36-е и 20-е места соответственно.
На Европейских играх 2019 в гонке по очкам выиграла два промежуточных финиша и, заработав круг преимущества, в итоге набрала 30 очков. Таким образом завоевала золото, опередив ближайшую соперницу Верену Эберхардт из Австрии.

## Награды
- Орден княгини Ольги III ст. (15 июля 2019 года) — за достижение высоких спортивных результатов на II Европейских играх у г. Минску (Республика Беларусь), проявленные самоотверженность и волю к победе[11].